# UEFA Champions League 2011-2012 (fase a gironi)
La fase a gironi della UEFA Champions League 2011-2012 si è disputata tra il 13 settembre e il 7 dicembre 2011. Hanno partecipato a questa fase della competizione 32 club: 16 di essi si sono qualificati alla successiva fase a eliminazione diretta, che condurrà alla finale di Monaco di Baviera del 19 maggio 2012.

## Squadre
| Legenda                                                                                       |
| --------------------------------------------------------------------------------------------- |
| Primi e secondi classificati (agli ottavi di finale della fase a eliminazione diretta)        |
| Terzi classificati (agli spareggi della fase a eliminazione diretta della UEFA Europa League) |
| Quarti classificati (eliminati)                                                               |

| Squadre        | Coeff   |
| Urna 1         | Urna 1  |
| -------------- | ------- |
| Manchester Utd | 151.157 |
| Barcellona     | 141.465 |
| Chelsea        | 129.157 |
| Bayern Monaco  | 118.887 |
| Arsenal        | 108.157 |
| Real Madrid    | 103.408 |
| Porto          | 100.319 |
| Inter          | 100.110 |

| Squadre             | Coeff  |
| Urna 2              | Urna 2 |
| ------------------- | ------ |
| Milan               | 94.110 |
| Olympique Lione     | 92.735 |
| Šachtar             | 87.776 |
| Valencia            | 85.408 |
| Benfica             | 81.319 |
| Villarreal          | 75.465 |
| CSKA Mosca          | 73.941 |
| Olympique Marsiglia | 68.735 |

| Squadre               | Coeff  |
| Urna 3                | Urna 3 |
| --------------------- | ------ |
| Zenit San Pietroburgo | 60.441 |
| Ajax                  | 56.025 |
| Bayer Leverkusen      | 54.887 |
| Olympiacos            | 50.833 |
| Manchester City       | 47.157 |
| Lilla                 | 40.735 |
| Basilea               | 39.980 |
| BATĖ Borisov          | 23.216 |

| Squadre           | Coeff  |
| Urna 4            | Urna 4 |
| ----------------- | ------ |
| Borussia Dortmund | 22.887 |
| Napoli            | 21.110 |
| Dinamo Zagabria   | 20.224 |
| APOEL             | 13.124 |
| Trabzonspor       | 12.010 |
| Genk              | 8.400  |
| Viktoria Plzeň    | 5.170  |
| Oțelul Galați     | 5.164  |

## Sorteggio
| Gruppo | 1ª fascia      | 2ª fascia           | 3ª fascia             | 4ª fascia         |
| ------ | -------------- | ------------------- | --------------------- | ----------------- |
| A      | Bayern Monaco  | Villarreal          | Manchester City       | Napoli            |
| B      | Inter          | CSKA Mosca          | Lilla                 | Trabzonspor       |
| C      | Manchester Utd | Benfica             | Basilea               | Oțelul Galați     |
| D      | Real Madrid    | Olympique Lione     | Ajax                  | Dinamo Zagabria   |
| E      | Chelsea        | Valencia            | Bayer Leverkusen      | Genk              |
| F      | Arsenal        | Olympique Marsiglia | Olympiacos            | Borussia Dortmund |
| G      | Porto          | Šachtar             | Zenit San Pietroburgo | APOEL             |
| H      | Barcellona     | Milan               | BATĖ Borisov          | Viktoria Plzeň    |

## Gruppo A
| Squadra         | Pt | G | V | N | P | GF | GS | DG  |
| --------------- | -- | - | - | - | - | -- | -- | --- |
| Bayern Monaco   | 13 | 6 | 4 | 1 | 1 | 11 | 6  | +5  |
| Napoli          | 11 | 6 | 3 | 2 | 1 | 10 | 6  | +4  |
| Manchester City | 10 | 6 | 3 | 1 | 2 | 9  | 6  | +3  |
| Villarreal      | 0  | 6 | 0 | 0 | 6 | 2  | 14 | -12 |

| Arbitro: | Eriksson |

|             |           |            |
| Kolarov 74’ | Marcatori | 69’ Cavani |

| Arbitro: | Çakır |

|  |           |                      |
|  | Marcatori | 7’ Kroos 76’ Rafinha |

| Arbitro: | Kassai |

|                  |           |  |
| Gómez 38’, 45+1’ | Marcatori |  |

| Arbitro: | De Bleeckere |

|                              |           |  |
| Hamšík 15’ Cavani 17’ (rig.) | Marcatori |  |

| Arbitro: | Benquerença |

|                      |           |          |
| Badstuber 39’ (aut.) | Marcatori | 2’ Kroos |

| Arbitro: | Kralovec |

|                                  |           |         |
| Marchena 43’ (aut.) Agüero 90+3’ | Marcatori | 4’ Cani |

| Arbitro: | Kuipers |

|                     |           |                    |
| Gómez 17’, 23’, 42’ | Marcatori | 45’, 79’ Fernández |

| Arbitro: | Proença |

|  |           |                                            |
|  | Marcatori | 30’, 71’ Yaya Touré 45+3’ (rig.) Balotelli |

| Arbitro: | Skomina |

|                 |           |               |
| Cavani 17’, 49’ | Marcatori | 33’ Balotelli |

| Arbitro: | Strömbergsson |

|                          |           |               |
| Ribéry 3’, 69’ Gómez 23’ | Marcatori | 50’ De Guzmán |

| Arbitro: | Lannoy |

|                             |           |  |
| D. Silva 36’ Yaya Touré 52’ | Marcatori |  |

| Arbitro: | Oddvar Moen |

|  |           |                      |
|  | Marcatori | 65’ Inler 76’ Hamšík |

## Gruppo B
| Squadra     | Pt | G | V | N | P | GF | GS | DG |
| ----------- | -- | - | - | - | - | -- | -- | -- |
| Inter       | 10 | 6 | 3 | 1 | 2 | 8  | 7  | +1 |
| CSKA Mosca  | 8  | 6 | 2 | 2 | 2 | 9  | 8  | +1 |
| Trabzonspor | 7  | 6 | 1 | 4 | 1 | 3  | 5  | -2 |
| Lilla       | 6  | 6 | 1 | 3 | 2 | 6  | 6  | 0  |

| Arbitro: | Benquerença |

|                      |           |                  |
| Sow 45’ Pedretti 57’ | Marcatori | 72’, 90’ Doumbia |

| Arbitro: | Johannesson |

|  |           |              |
|  | Marcatori | 76’ Čelůstka |

| Arbitro: | Thomson |

|                               |           |                                 |
| Dzagoev 45+4’ Vágner Love 77’ | Marcatori | 6’ Lúcio 23’ Pazzini 79’ Zárate |

| Arbitro: | Kuipers |

|                   |           |         |
| Colman 75’ (rig.) | Marcatori | 30’ Sow |

| Arbitro: | Clattenburg |

|                            |           |  |
| Doumbia 29’, 86’ Cauņa 76’ | Marcatori |  |

| Arbitro: | Webb |

|  |           |             |
|  | Marcatori | 21’ Pazzini |

| Trebisonda 2 novembre 2011, ore 20:45 CET 4ª giornata | Trabzonspor      | 0 – 0 referto | CSKA Mosca | Hüseyin Avni Aker (19 516 spett.)\| Arbitro: \| Undiano Mallenco \| |
| Arbitro:                                              | Undiano Mallenco |               |            |                                                                     |

| Arbitro: | Stark |

|                       |           |             |
| Samuel 18’ Milito 65’ | Marcatori | 83’ de Melo |

| Arbitro: | Kralovec |

|  |           |                                  |
|  | Marcatori | 49’ (aut.) V. Berezutski 64’ Sow |

| Arbitro: | Atkinson |

|              |           |             |
| Altıntop 23’ | Marcatori | 18’ Álvarez |

| Villeneuve-d'Ascq 7 dicembre 2011, ore 20:45 CET 6ª giornata | Lilla   | 0 – 0 referto | Trabzonspor | Stadium Lille Métropole (16 375 spett.)\| Arbitro: \| Proença \| |
| Arbitro:                                                     | Proença |               |             |                                                                  |

| Arbitro: | Fernández Borbalán |

|               |           |                               |
| Cambiasso 51’ | Marcatori | 50’ Doumbia 86’ V. Berezutski |

## Gruppo C
| Squadra        | Pt | G | V | N | P | GF | GS | DG |
| -------------- | -- | - | - | - | - | -- | -- | -- |
| Benfica        | 12 | 6 | 3 | 3 | 0 | 8  | 4  | +4 |
| Basilea        | 11 | 6 | 3 | 2 | 1 | 11 | 10 | +1 |
| Manchester Utd | 9  | 6 | 2 | 3 | 1 | 11 | 8  | +3 |
| Oțelul Galați  | 0  | 6 | 0 | 0 | 6 | 3  | 11 | -8 |

| Arbitro: | Collum |

|                                |           |          |
| F. Frei 39’ A. Frei 84’ (rig.) | Marcatori | 58’ Pena |

| Arbitro: | Skomina |

|             |           |           |
| Cardozo 24’ | Marcatori | 42’ Giggs |

| Arbitro: | Tagliavento |

|                            |           |                                     |
| Welbeck 16’, 17’ Young 90’ | Marcatori | 58’ F. Frei 60’, 76’ (rig.) A. Frei |

| Arbitro: | Fernández Borbalán |

|  |           |                 |
|  | Marcatori | 40’ Bruno César |

| Arbitro: | Brych |

|  |           |                                 |
|  | Marcatori | 64’ (rig.), 90+2’ (rig.) Rooney |

| Arbitro: | Kassai |

|  |           |                             |
|  | Marcatori | 20’ Bruno César 75’ Cardozo |

| Arbitro: | Strahonja |

|                        |           |  |
| Valencia 8’ Rooney 87’ | Marcatori |  |

| Arbitro: | Velasco Carballo |

|            |           |            |
| Rodrigo 4’ | Marcatori | 64’ Huggel |

| Arbitro: | Harald Hagen |

|                       |           |                                      |
| Giurgiu 75’ Antal 81’ | Marcatori | 10’ F. Frei 14’ A. Frei 37’ Streller |

| Arbitro: | Çakır |

|                           |           |                           |
| Berbatov 30’ Fletcher 59’ | Marcatori | 3’ (aut.) Jones 61’ Aimar |

| Arbitro: | Kuipers |

|                         |           |           |
| Streller 9’ A. Frei 84’ | Marcatori | 89’ Jones |

| Arbitro: | Gräfe |

|            |           |  |
| Cardozo 7’ | Marcatori |  |

## Gruppo D
| Squadra         | Pt | G | V | N | P | GF | GS | DG  |
| --------------- | -- | - | - | - | - | -- | -- | --- |
| Real Madrid     | 18 | 6 | 6 | 0 | 0 | 19 | 2  | +17 |
| Olympique Lione | 8  | 6 | 2 | 2 | 2 | 9  | 7  | +2  |
| Ajax            | 8  | 6 | 2 | 2 | 2 | 6  | 6  | 0   |
| Dinamo Zagabria | 0  | 6 | 0 | 0 | 6 | 3  | 22 | -19 |

| Arbitro: | Oddvar Moen |

|  |           |              |
|  | Marcatori | 53’ Di María |

| Amsterdam 14 settembre 2011, ore 20:45 CEST 1ª giornata | Ajax  | 0 – 0 referto | Olympique Lione | Amsterdam ArenA (49 504 spett.)\| Arbitro: \| Stark \| |
| Arbitro:                                                | Stark |               |                 |                                                        |

| Arbitro: | Královec |

|                    |           |  |
| Gomis 23’ Koné 42’ | Marcatori |  |

| Arbitro: | Clattenburg |

|                                     |           |  |
| C. Ronaldo 25’ Kaká 41’ Benzema 49’ | Marcatori |  |

| Arbitro: | Çakır |

|                                                        |           |  |
| Benzema 19’ Khedira 47’ Lloris 55’ (aut.) S. Ramos 81’ | Marcatori |  |

| Arbitro: | Gräfe |

|  |           |                            |
|  | Marcatori | 49’ Boerrigter 90’ Eriksen |

| Arbitro: | Rizzoli |

|  |           |                            |
|  | Marcatori | 24’, 69’ (rig.) C. Ronaldo |

| Arbitro: | Atkinson |

|                                                             |           |  |
| Van Der Wiel 20’ Sulejmani 25’ S. de Jong 65’ Lodeiro 90+2’ | Marcatori |  |

| Arbitro: | Kelly |

|                                                      |           |                         |
| Benzema 2’, 66’ Callejón 7’, 49’ Higuaín 9’ Özil 20’ | Marcatori | 81’ Bećiraj 90’ Tomečak |

| Lione 22 novembre 2011, ore 20:45 CET 5ª giornata | Olympique Lione | 0 – 0 referto | Ajax | Stade de Gerland (35 070 spett.)\| Arbitro: \| Eriksson \| |
| Arbitro:                                          | Eriksson        |               |      |                                                            |

| Arbitro: | Clattenburg |

|             |           |                                                                    |
| Kovačić 40’ | Marcatori | 45’, 48’, 52’, 70’ Gomis 47’ Gonalos 64’ Lisandro López 75’ Briand |

| Arbitro: | de Sousa |

|  |           |                                 |
|  | Marcatori | 14’, 90+2’ Callejón 41’ Higuaín |

## Gruppo E
| Squadra          | Pt | G | V | N | P | GF | GS | DG  |
| ---------------- | -- | - | - | - | - | -- | -- | --- |
| Chelsea          | 11 | 6 | 3 | 2 | 1 | 13 | 4  | +9  |
| Bayer Leverkusen | 10 | 6 | 3 | 1 | 2 | 8  | 8  | 0   |
| Valencia         | 8  | 6 | 2 | 2 | 2 | 12 | 7  | +5  |
| Genk             | 3  | 6 | 0 | 3 | 3 | 2  | 16 | -14 |

| Arbitro: | Lannoy |

|                           |           |  |
| David Luiz 67’ Mata 90+2’ | Marcatori |  |

| Genk 13 settembre 2011, ore 20:45 CEST 1ª giornata | Genk      | 0 – 0 referto | Valencia | Cristal Arena (20 248 spett.)\| Arbitro: \| Einwaller \| |
| Arbitro:                                           | Einwaller |               |          |                                                          |

| Arbitro: | Rizzoli |

|                    |           |             |
| Soldado 87’ (rig.) | Marcatori | 56’ Lampard |

| Arbitro: | Kelly |

|                             |           |  |
| L. Bender 30’ Ballack 90+1’ | Marcatori |  |

| Arbitro: | Thomson |

|                      |           |           |
| Schürrle 52’ Sam 56’ | Marcatori | 24’ Jonas |

| Arbitro: | Nikolaev |

|                                                         |           |  |
| Raul Meireles 8’ Torres 11’, 27’ Ivanović 42’ Kalou 72’ | Marcatori |  |

| Arbitro: | Eriksson |

|                               |           |               |
| Jonas 1’ Soldado 65’ Rami 75’ | Marcatori | 31’ Kiessling |

| Arbitro: | Oddvar Moen |

|            |           |             |
| Vossen 61’ | Marcatori | 26’ Ramires |

| Arbitro: | Kassai |

|                              |           |            |
| Derdiyok 73’ Friedrich 90+1’ | Marcatori | 48’ Drogba |

| Arbitro: | Chapron |

|                                                                            |           |  |
| Jonas 10’ Soldado 13’, 35’, 39’ P. Hernández 68’ Aduriz 70’ Tino Costa 81’ | Marcatori |  |

| Arbitro: | Rocchi |

|                            |           |  |
| Drogba 3’, 76’ Ramires 22’ | Marcatori |  |

| Arbitro: | Tagliavento |

|            |           |              |
| Vossen 30’ | Marcatori | 79’ Derdiyok |

## Gruppo F
| Squadra             | Pt | G | V | N | P | GF | GS | DG |
| ------------------- | -- | - | - | - | - | -- | -- | -- |
| Arsenal             | 11 | 6 | 3 | 2 | 1 | 7  | 6  | +1 |
| Olympique Marsiglia | 10 | 6 | 3 | 1 | 2 | 7  | 4  | +3 |
| Olympiacos          | 9  | 6 | 3 | 0 | 3 | 8  | 6  | +2 |
| Borussia Dortmund   | 4  | 6 | 1 | 1 | 4 | 6  | 12 | -6 |

| Arbitro: | Proença |

|  |           |                   |
|  | Marcatori | 51’ Luis González |

| Arbitro: | Rocchi |

|             |           |                |
| Perišić 88’ | Marcatori | 42’ Van Persie |

| Arbitro: | Velasco Carballo |

|                                        |           |            |
| Oxlade-Chamberlain 8’ André Santos 20’ | Marcatori | 27’ Fuster |

| Arbitro: | Eriksson |

|                                  |           |  |
| A. Ayew 20’, 69’ (rig.) Rémy 62’ | Marcatori |  |

| Arbitro: | Skomina |

|  |           |              |
|  | Marcatori | 90+2’ Ramsey |

| Arbitro: | Nijhuis |

|                                     |           |                 |
| Holebas 8’ Djebbour 40’ Modesto 78’ | Marcatori | 26’ Lewandowski |

| Londra 1º novembre 2011, ore 20:45 CET 4ª giornata | Arsenal     | 0 – 0 referto | Olympique Marsiglia | Arsenal Stadium (59 961 spett.)\| Arbitro: \| Tagliavento \| |
| Arbitro:                                           | Tagliavento |               |                     |                                                              |

| Arbitro: | Bezborodov |

|                |           |  |
| Grosskreutz 7’ | Marcatori |  |

| Arbitro: | Rizzoli |

|  |           |                 |
|  | Marcatori | 82’ Fetfatzidis |

| Arbitro: | De Bleeckere |

|                     |           |              |
| Van Persie 49’, 86’ | Marcatori | 90+2’ Kagawa |

| Arbitro: | Undiano Mallenco |

|                                     |           |              |
| Djebbour 16’ Fuster 36’ Modesto 89’ | Marcatori | 57’ Benayoun |

| Arbitro: | Webb |

|                                       |           |                                     |
| Błaszczykowski 23’ Hummels 32’ (rig.) | Marcatori | 45+4’ Rémy 85’ A. Ayew 87’ Valbuena |

## Gruppo G
| Squadra               | Pt | G | V | N | P | GF | GS | DG |
| --------------------- | -- | - | - | - | - | -- | -- | -- |
| APOEL                 | 9  | 6 | 2 | 3 | 1 | 6  | 6  | 0  |
| Zenit San Pietroburgo | 9  | 6 | 2 | 3 | 1 | 7  | 5  | +2 |
| Porto                 | 8  | 6 | 2 | 2 | 2 | 7  | 7  | 0  |
| Šachtar               | 5  | 6 | 1 | 2 | 3 | 6  | 8  | -2 |

| Arbitro: | Brych |

|                     |           |                  |
| Hulk 28’ Kléber 51’ | Marcatori | 12’ Luiz Adriano |

| Arbitro: | Iturralde González |

|                        |           |              |
| Manduca 73’ Aílton 75’ | Marcatori | 63’ Zyryanov |

| Arbitro: | Webb |

|                            |           |                     |
| Širokov 20’, 63’ Danny 72’ | Marcatori | 10’ James Rodríguez |

| Arbitro: | Schörgenhofer |

|            |           |                |
| Jádson 64’ | Marcatori | 61’ Tričkovski |

| Arbitro: | De Bleeckere |

|                                |           |                           |
| Willian 15’ Luiz Adriano 45+1’ | Marcatori | 33’ Shirokov 60’ Fayzulin |

| Arbitro: | Gautier |

|          |           |            |
| Hulk 13’ | Marcatori | 19’ Aílton |

| Arbitro: | Lannoy |

|                 |           |  |
| Lombaerts 45+1’ | Marcatori |  |

| Arbitro: | Rocchi |

|                               |           |                 |
| Aílton 42’ (rig.) Manduca 90’ | Marcatori | 89’ (rig.) Hulk |

| San Pietroburgo 23 novembre 2011, ore 18:00 CET 5ª giornata | Zenit San Pietroburgo | 0 – 0 referto | APOEL | Petrovskij Stadion (21 500 spett.)\| Arbitro: \| Brych \| |
| Arbitro:                                                    | Brych                 |               |       |                                                           |

| Arbitro: | Thomson |

|  |           |                         |
|  | Marcatori | 79’ Hulk 90’ (aut.) Raț |

| Porto 6 dicembre 2011, ore 20:45 CET 6ª giornata | Porto            | 0 – 0 referto | Zenit San Pietroburgo | Estádio do Dragão (46 512 spett.)\| Arbitro: \| Velasco Carballo \| |
| Arbitro:                                         | Velasco Carballo |               |                       |                                                                     |

| Arbitro: | Alin Hategan |

|  |           |                                |
|  | Marcatori | 62’ Luiz Adriano 78’ Seleznyov |

## Gruppo H
| Squadra        | Pt | G | V | N | P | GF | GS | DG  |
| -------------- | -- | - | - | - | - | -- | -- | --- |
| Barcellona     | 16 | 6 | 5 | 1 | 0 | 20 | 4  | +16 |
| Milan          | 9  | 6 | 2 | 3 | 1 | 11 | 8  | +3  |
| Viktoria Plzeň | 5  | 6 | 1 | 2 | 3 | 4  | 11 | -7  |
| BATĖ Borisov   | 2  | 6 | 0 | 2 | 4 | 2  | 14 | -12 |

| Arbitro: | Atkinson |

|                     |           |                            |
| Pedro 36’ Villa 50’ | Marcatori | 1’ Pato 90+2’ Thiago Silva |

| Arbitro: | Duhamel |

|             |           |             |
| Bakoš 45+1’ | Marcatori | 69’ Bressan |

| Arbitro: | Gräfe |

|  |           |                                                       |
|  | Marcatori | 19’ (aut.) Volodko 22’ Pedro 38’, 56’ Messi 90’ Villa |

| Arbitro: | Meyer |

|                                    |           |  |
| Ibrahimović 53’ (rig.) Cassano 66’ | Marcatori |  |

| Arbitro: | Harald Hagen |

|                             |           |  |
| Ibrahimović 33’ Boateng 70’ | Marcatori |  |

| Arbitro: | Stavrev |

|                       |           |  |
| Iniesta 10’ Villa 82’ | Marcatori |  |

| Arbitro: | Rasmussen |

|                    |           |                 |
| Bressan 55’ (rig.) | Marcatori | 22’ Ibrahimović |

| Arbitro: | Schörgenhofer |

|  |           |                                             |
|  | Marcatori | 24’ (rig.), 45+2’, 90+2’ Messi 72’ Fàbregas |

| Arbitro: | Blom |

|  |           |           |
|  | Marcatori | 42’ Bakoš |

| Arbitro: | Stark |

|                             |           |                                                 |
| Ibrahimović 20’ Boateng 54’ | Marcatori | 14’ (aut.) Van Bommel 31’ (rig.) Messi 63’ Xavi |

| Arbitro: | Collum |

|                                                     |           |  |
| Sergi Roberto 35’ Montoya 60’ Pedro 63’, 89’ (rig.) | Marcatori |  |

| Arbitro: | Vad |

|                         |           |                      |
| Bystroň 89’ Ďuriš 90+3’ | Marcatori | 47’ Pato 48’ Robinho |